# Carmen Guillén Lorente
Carmen Guillén Lorente (Mazarrón, Murcia, 1988) es una doctora en historia contemporánea española.

## Trayectoria
Desde temprana edad tuvo una doble vocación; la historia y la medicina. Por motivos personales y familiares inicialmente orientó sus estudios hacia la medicina. Se diplomó en Óptica y Optometría en la Universidad de Murcia (UMU) y es profesora asociada al Área de Historia de la Ciencia, en el departamento de Ciencias Médicas.
Posteriormente y en la misma universidad, se graduó en Historia y realizó un Máster en Historia Social Comparada. Es doctora en historia contemporánea por la UMU, donde presentó su tesis doctoral, que obtuvo la calificación cum laudeːEl Patronato de Protección a la Mujer: prostitución, moralidad e intervención estatal durante el franquismo (2018), con un propósito de doble vertienteː
```
"de un lado, destacar la importancia del Patronato de Protección a la Mujer en la sociedad franquista como elemento clave en la construcción del comportamiento moral femenino y, de otro, elaborar un estudio de la prostitución durante el franquismo, resaltando la represión sexual sufrida por las mujeres en esa etapa e incidiendo en las considerables diferencias con la sexualidad masculina". 
```

Imparte clases en el Grado de Medicina y en el Máster Universitario en Educación y Museos. Patrimonio, Identidad y Mediación Cultural, en la Universidad de Castilla-La Mancha, donde inició su carrera investigadora.
Dentro de un amplio contexto, su principal área de interés es la historia social y el impacto que tiene sobre las personas. La represión femenina durante el franquismo y el análisis de las distintas culturas del erotismo durante el primer tercio del siglo XX español son dos de sus campos de investigación.
Guillén tenía el propósito de realizar su tesis doctoral sobre la prostitución durante el franquismo, pero tuvo grandes dificultades para obtener fuentes documentales. Durante esa búsqueda de documentación se encontró varias veces con el Patronato de Protección a la Mujer, una institución de la que no tenía conocimiento y hacia la cual centró su investigación, cambiando el objeto de estudio inicial.

### El Patronato de Protección de la Mujer
Aunque el franquismo fue muy burocrático, cuando Guillén empezó a indagar sobre las fuentes que le facilitasen información sobre el patronato, le resultó muy difícil acceder a ellas. Debido a que la estructura del patronato, además de una junta nacional, se articulaba con varias juntas provinciales, no existía un archivo único con toda la documentación recopilada en un lugar. Esto supuso una dificultad añadida en tiempo y trabajo hasta conseguir los documentos necesarios para realizar su investigación.
Finalmente, localizó un archivo del Ministerio de la Seguridad Social, donde se confirmó la existencia de más de mil cajas que contenían expedientes, informes y otros documentos pertenecientes al patronato, pero que se perdieron la mayoría de ellas, quedando solamente una treintena. También hay que mencionar que debido a la ley de protección de datos, el acceso a ciertos documentos estaba restringido. Los archivos de las juntas provinciales de Sevilla y Segovia fueron las principales fuentes documentales de su tesis.
El Patronato de Protección a la Mujer fue una de las instituciones más longevas y represivas del franquismo y también de las más desconocidas. Aunque ya existió durante unos años a principios del siglo XX, el franquismo lo recuperó y puso en funcionamiento en el año 1941 y no fue hasta el año 1984, ya en democracia cuando finalizó definitivamente. Como explica Guillén, su objetivo era "redimir a la mujer caída y a la que está en peligro de caer".
Al frente del patronato estaba el ministro de justicia, pero lo presidía de manera honorífica Carmen Polo. Su estructura piramidal se componía de una junta nacional y varias juntas provinciales. Los edificios, que eran como reformatorios, estaban regentados por órdenes religiosas, mayoritariamente oblatas y adoratrices.
Las jóvenes ingresaban en el patronato principalmente de dos manerasː por la acción policial, debido a cuestiones de tipo moral o por iniciativa de las propias familias, con la convicción de que era lo mejor para ellas. La estancia media en el centro era de 6 meses a 2 años, con entradas y salidas a lo largo de ese tiempo. Vivían en un régimen carcelario y privadas de libertad. La represión y el adoctrinamiento moral eran la tónica constante, con el objetivo de instaurar el pensamiento ideal franquista para las mujeresː la sumisión y la abnegación. Las horas de rezo, trabajo doméstico y el silencio eran las actividades que se imponían para conseguir el objetivo y la "redención" de las mujeres recluidas.
Para Carmen Guillén, la creación del patronato respondió a la visión tradicional de la dictadura franquista respecto de las mujeres, a las que consideró como únicas receptoras de su legislación sobre la moralidad. La investigadora señala cómo sin embargo no se consideró necesario crear un patronato de protección al hombre, para vigilar su correcto comportamiento moral y que tampoco existieron sanciones para los clientes de la prostitución.

### Selección de investigaciones
Entre los principales proyectos subvencionados en los que participó, con el catedrático de antropología de la UMU Klaus Schriewer, se encuentranː
- 2019-2022ː Aspectos culturales de la integración europea (ACIE). Módulo Jean Monnet. Education Audiovisual and Culture Executive Agency. Comunidad Europea.
- 2017-2020ː Historia cultural del Cementerio de Nuestro Padre Jesús. Ayuntamiento de Murcia y Sociedad Murciana de Antropología.
- 2016-2018ː Cultures of Securityː New Challenges for Europe. Módulo Jean Monnet. Education Audiovisual and Culture Agency. Comunidad Europea.

Con el investigador Salvador Cayuelaː
- 2020-2023ː Memoria y Experiencia de las Víctimas del Terrorismo para una mayor visibilidad en Europa (MEVIT), en el marco del Programa Erasmus+, en la Convocatoria de Propuestas 2020. Unión Europea.

Entre sus temas de investigación está el de las enfermedades como construcción social.

## Premios y reconocimientos
- 2023ː IV Premios Científicas Jóvenes.[5]
- 2020ː Premio a la mejor tesis doctoral otorgado por la Unidad para la igualdad entre mujeres y hombres de la UMU.[9]